# ナースステーション (テレビドラマ)
『ナースステーション』（Nurse Station）は、1991年1月15日～3月19日にかけて、毎週火曜日20：00～20：54（JST）にTBS系で放送されたテレビドラマである。

## 概要
このドラマは病院で働く看護婦の奮闘を、ナースステーションを舞台にコミカルに描いた作品で、当時人気のあった女性アイドルが多数出演した。

## 内容
中田真里子は看護学校を無事卒業し、甲北大学付属病院勤務が決まり、病院の寮に引っ越す。そこで吉村安子、川北紫雨子ら新人ナースと出会う。ナイチンゲール精神をもって希望に燃えていた真里子は入寮早々、薬品工場の爆発現場に出動を命じられる。医療現場を目の当たりにし、3K（きつい・汚い・危険）ならぬ7K（きつい・汚い・危険・給料安い・休暇取れない・結婚できない・子供が産めない）とも言われる過酷なな労働環境に心折れそうになりながらも、一人前の看護師、また女性として成長する様子を描く。

## 出演
- 中田真里子：菊池桃子
内科の看護師。英に恋愛感情を持つも、その中にある、人を愛する喜びを知って成長する。
- 寺崎英：田中実
外科研修医。医療への情熱は強く、行く行くは東京近郊の都市にある父の病院を継ぎ、地域医療に貢献したい思いを持っている。
- 吉村安子：森口博子
産婦人科の看護師。母親は男にだらしなく、その私生児として育った。それゆえ素行は良くないが、母親に反発する形で看護師になる。
- 柴田明美：田中律子
- 川北紫雨子：高樹沙耶
外科の看護師。実は恋人の悟とは両想いだったが、ナースの道を貫くために悟と別れて一時は地方の診療所に勤務していた。
- 竹本いずみ：水野真紀
- 秋本加代：中山忍
- 高木京子：田村英里子
- 渋谷幸治：団優太
内科研修医。根っからのお坊ちゃま育ちで、悪気は無いながらも言動が奔放で、周りを悩ませている。真里子に憧れて片想いする。
- 安田真樹：咲輝
- 三村悟：布施博（友情出演）
甲北大学付属病院に入院する、肝臓癌に冒された患者。不治の病と知らされ、残された人生をラグビーに賭けている。恋人の紫雨子とは4年前に別れたが、病院で再会する。
- 小野寺恭平：原田大二郎
産婦人科医師。妻を大腸癌で亡くしている。いつも心が揺れているような様子の安子を見るにつけ放っておけず、そのまま愛し合うことに。
- 山崎昭典：矢崎滋
- 篠崎美弥子：萩尾みどり
- 嵯峨島亘：上條恒彦
- 田代澄江：大空眞弓

（出典：）

## スタッフ
- エピソード協力：小林光恵「看護婦のとっておきドキドキ話」（大陸書房）
- 脚本：佐伯俊道、田渕久美子（全話共同脚本担当）
- 監督：辻理、合月勇
- 音楽：織田哲郎、寺尾広
- 医事監修：箕輪良行
- 看護技術指導：竹谷美穂、佐藤和美
- 技術協力：東通
- スタジオ協力：緑山スタジオ・シティ
- プロデューサー：高橋勝、角田昇、片島謙二、内野建
- 制作：アズバーズ・TBS

## テーマ曲
- 主題歌

Mi-Ke『想い出の九十九里浜』
- 挿入歌

中畑幾久子『恋のナースステーション』

## サブタイトル
| 話数 | 放送日        | サブタイトル     | 監督   |
| ---- | ------------- | ---------------- | ------ |
| 1    | 1991年1月15日 | 初出勤は緊急出動 | 辻理   |
| 2    | 1月22日       | 芽吹け愛の春一番 | 辻理   |
| 3    | 1月29日       | ライバルは強敵!  | 辻理   |
| 4    | 2月5日        | それって愛なの?  | 辻理   |
| 5    | 2月12日       | 愛するって大変!  | 辻理   |
| 6    | 2月19日       | つらくたって愛!  | 合月勇 |
| 7    | 2月26日       | 激しく悲しく愛!  | 合月勇 |
| 8    | 3月5日        | 消すな愛の炎     | 辻理   |
| 9    | 3月12日       | どこまでも愛を!  | 辻理   |
| 10   | 3月19日       | ナース達の旅立ち | 辻理   |